# Sneek-Bolsward-Sneek
Sneek-Bolsward-Sneek is sinds 1917 een hardloopwedstrijd over 20 kilometer, georganiseerd door AV Horror '47, in Sneek. De wedstrijd wordt jaarlijks gehouden op laatste zaterdag van augustus.
De wedstrijd bestaat uit verschillende disciplines:
| Start        | Afstand | Wedstrijd           |
| ------------ | ------- | ------------------- |
| 16:00.00 uur | -       | Jeugdloop           |
| 16:45.00 uur | 20 km   | Dames KNAU          |
| 16:45.00 uur | 20 km   | Dames prestatieloop |
| 16:56.49 uur | 20 km   | Heren KNAU          |
| 16:56.49 uur | 20 km   | Heren prestatieloop |
| 17:00.00 uur | 10 km   | Dames prestatieloop |
| 17:00.00 uur | 10 km   | Heren prestatieloop |
| 17:00.00 uur | 5 km    | Dames prestatieloop |
| 17:00.00 uur | 5 km    | Heren prestatieloop |

Sneek-Bolsward-Sneek kent geldprijzen voor de winnaar en alle 19 daaropvolgende lopers.

## Historie
De historie van Sneek-Bolsward-Sneek gaat terug tot 1917. In dat jaar werd er voor het eerst op het traject een wedstrijd gehouden voor militairen van het garnizoen Sneek. De start was indertijd bij Café Piso, de controle in Bolsward vond plaats bij Hotel De Wijnberg. In deze tijden lag ook de tramrails richting Bolsward op het traject, later werd gebruikgemaakt van een nieuw aangelegd fietspad.
In 1976 en 1978 werd in plaats van de gebruikelijke 20 kilometer een marathon als hoofdwedstrijd verlopen, met de C. Kanhal als start- en finishlocatie. In 1977 vond het evenement niet plaats. In 1979 en 1980 moest een aangepaste route worden gelopen wegens wegwerkzaamheden op het parcours.
Vanaf 1998 werd de binnenstad van Sneek opgenomen in het parcours. Hierdoor kon niet meer in het centrum van Bolsward worden gekeerd.
Sinds het begin van de 21ste eeuw is Sportcentrum Schuttersveld de start- en finishlocatie.